# 李繼嶢
李繼嶢，后唐庄宗李存勖第五子，生母不詳。
同光三年二月十八辛巳（925年3月15日），唐庄宗李存勖下诏命令，皇子李繼潼、李繼嵩、李繼蟾、李繼嶢为光禄大夫、检校司徒。因為他們都年幼，都沒有出阁封王。第二年，李存勖被郭從謙弒殺。庄宗遇弑时，李克用子孙在世的有十一人：李存霸、李存渥、李存美、李存礼、李存确、李存纪、李继岌、李继潼、李继嵩、李继蟾、李继峣。明宗李嗣源即位，其中五人被杀（李存霸、李存渥、李存确、李存纪、李继岌），李存美患病得以保全，其余包括李存礼、李继潼、李继嵩、李继蟾、李继峣都不知所终。《清异录》記載，后唐福庆公主下嫁孟知祥。长兴四年（933年），明宗晏驾，后唐大乱。庄宗诸子削发为僧，從小道逃到后蜀。當时孟知祥称帝，厚待他們像自己的兒子，赐予千计。

## 延伸阅读
[在维基数据编辑]
 《新五代史·卷14》，出自歐陽修《新五代史》